# Kanál Dunaj – Černé moře
Kanál Dunaj – Černé moře (také průplav Dunaj – Černé moře) je umělá vodní cesta, která propojuje Dunaj s Černým mořem po kratší trase, než přirozené koryto Dunaje. Při délce 64 km zkracuje trasu do přístavu Konstanca o přibližně 400 km. Začíná v městě Cernavodă na Dunaji a jeho dvě větve končí na černomořském pobřeží u Agigea (jižní) a Năvodari (severní).

## Historie a význam
Stavba kanálu probíhala ve dvou vlnách. První probíhala mezi lety 1949 až 1953  a v rámci ní se na stavbě podílelo až 20 000 pracovníků, převážně nuceně nasazených politických odpůrců apod. Druhá vlna probíhala od roku 1973 s dokončením jižní odnože kanálu v roce 1984 a severní odnože v roce 1987. Stavba kanálu je také známa jako místo táborů nucených prací, kterými prošlo mimořádně velké množství politických vězňů, z nichž minimálně několik desítek tisíc při stavbě zemřelo.
Během výstavby došlo k přesunu více než 380 mil. m3 zeminy, kterou byly vyrovnávány zátopové oblasti a bažiny v okolí kanálu. Tím byla získána nová velká území pro zemědělství. Objem zemních prací byl vyšší než při stavbě Suezského (275 mil. m3 zeminy) či Panamského průplavu (160 mil. m3 zeminy). Na výstavbu plavebních komor a opěrných zdí bylo spotřebováno cca 5 mil. m3 betonu.
Celkové náklady na jeho výstavbu jsou odhadovány na 2 miliardy dolarů v tehdejších cenách. Plánované 25leté návratnosti nebylo dosaženo. V roce 2005 činil příjem z provozu kanálu pouhých 3 mil. Euro.

Průplav hraje po dokončení průplavu Rýn–Mohan–Dunaj v roce 1993 důležitou roli v transevropském spojení přístavů severní Evropy s přístavy v Evropě jižní pomocí vodních cest Rýnu a Dunaje.

## Galerie

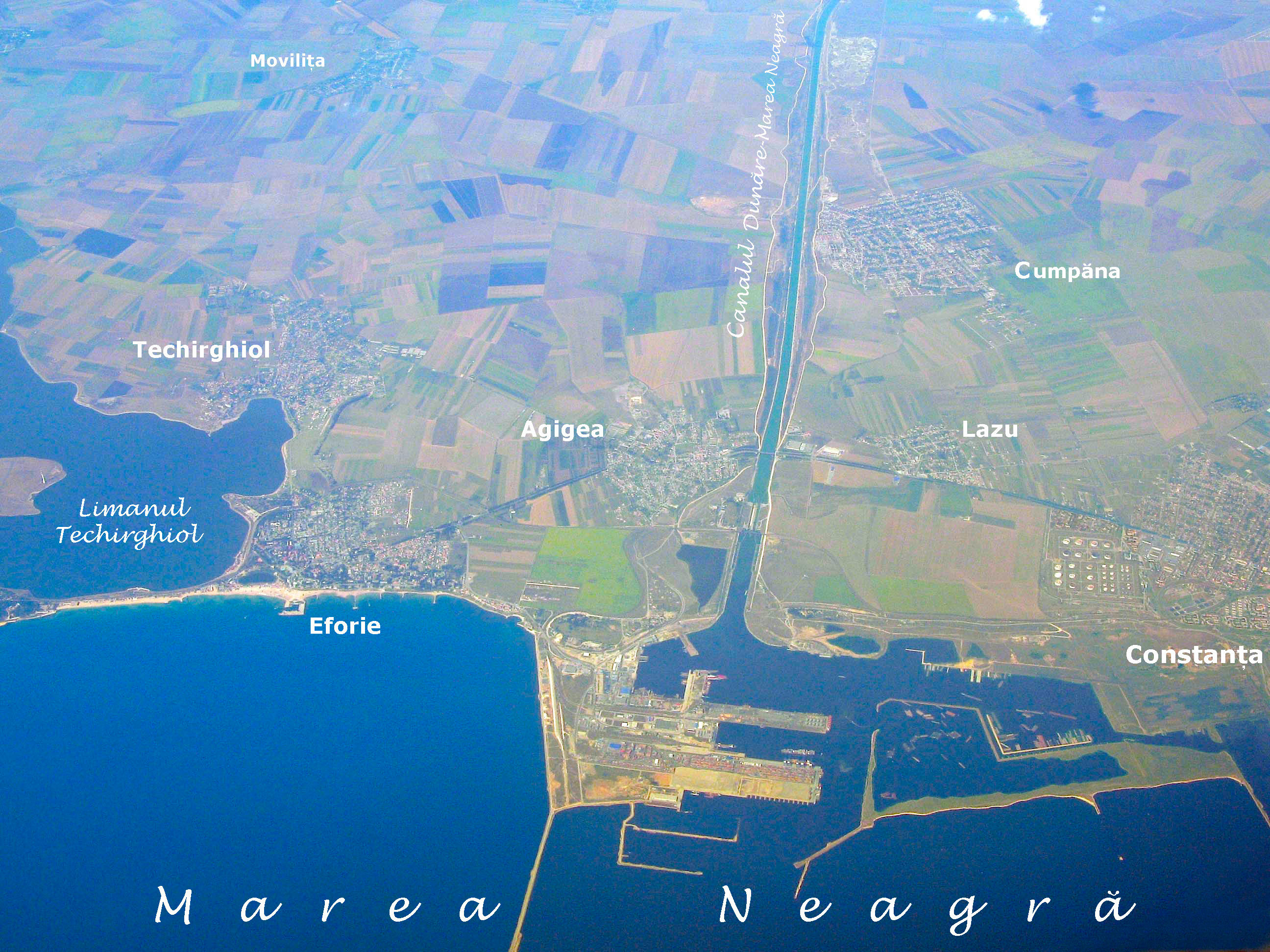
Letecký pohled na jižní část přístavu Konstanca s vyústěním průplavu Dunaj – Černé moře
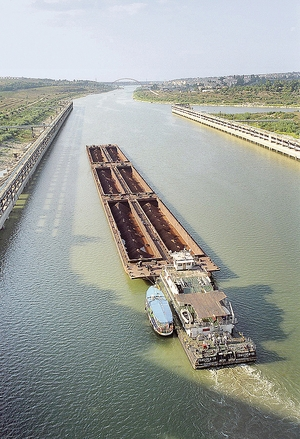
Tlačná sestava odpovídající třídě VIc s řazením 3x2 čluny na průplavu Dunaj – Černé moře v Rumunsku
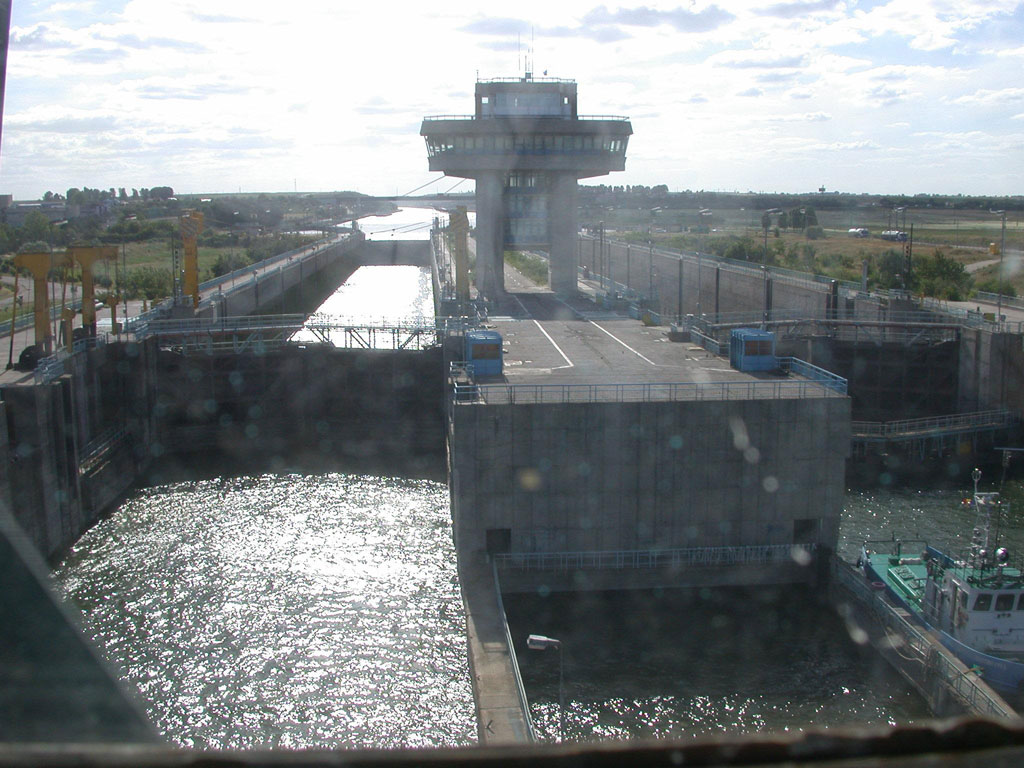
Plavební komora nedaleko přístavu Constanca na průplavu Dunaj – Černé moře
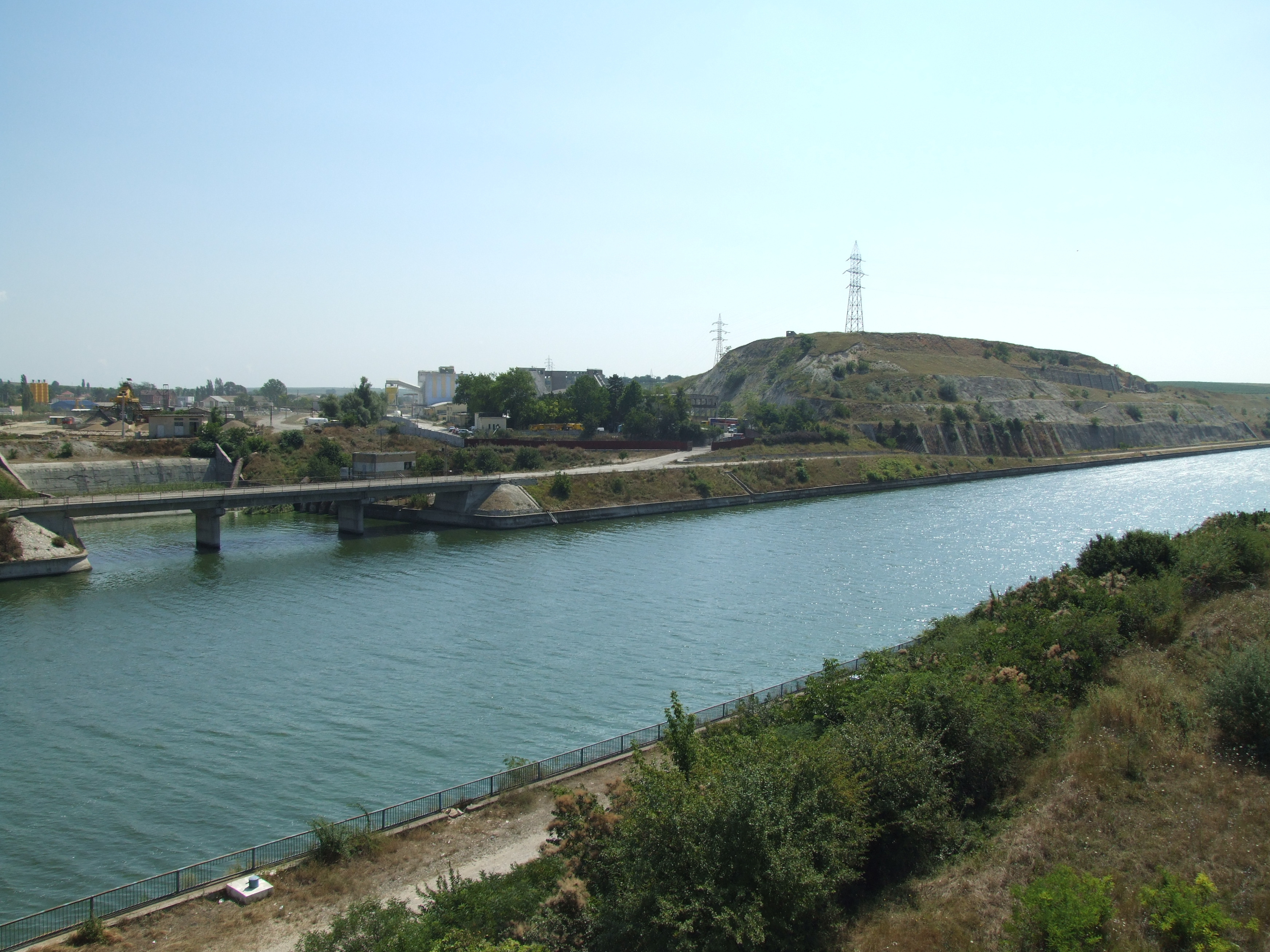
Úsek průplavu u Murfatlaru
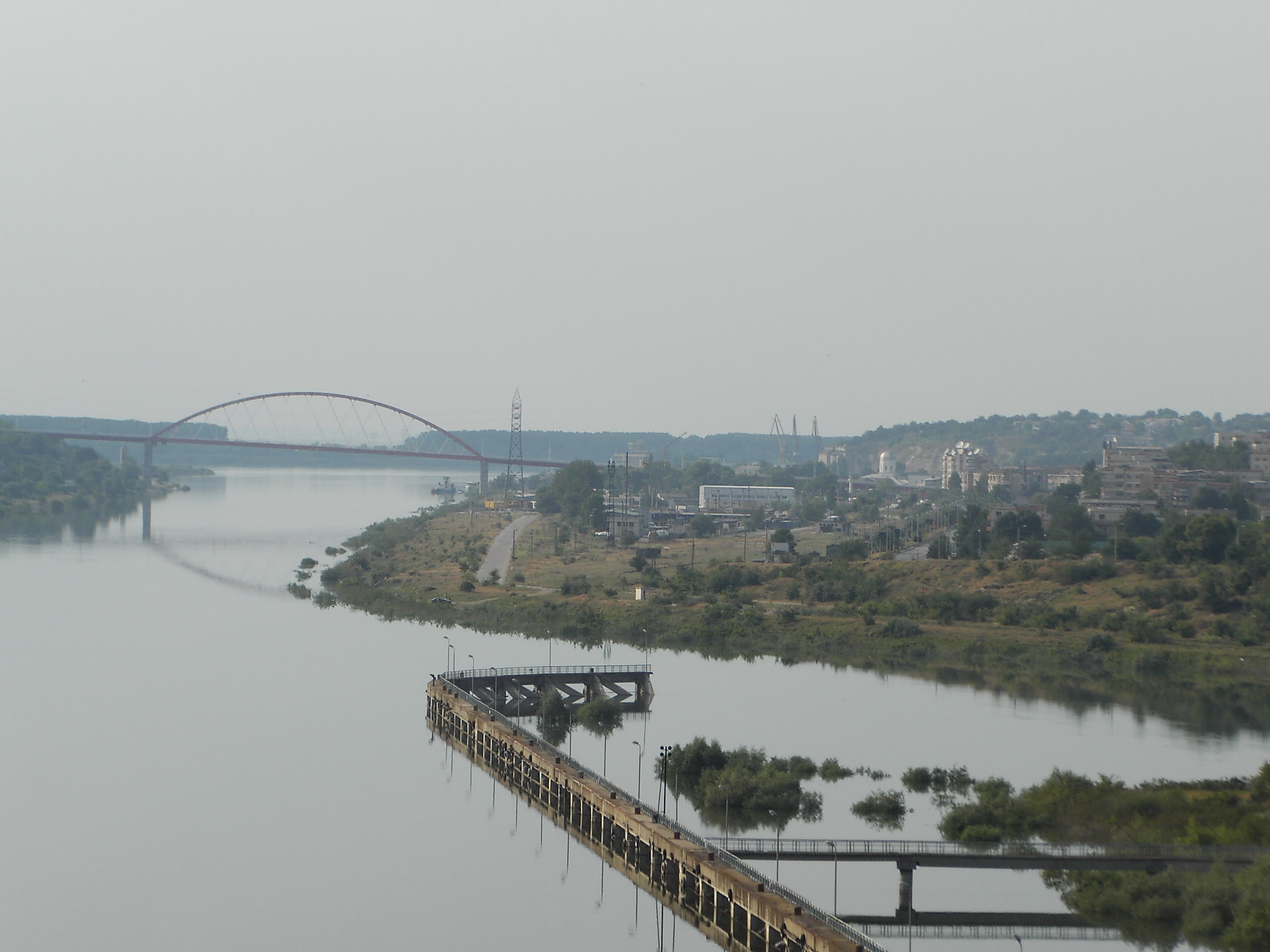
Úsek průplavu u města Cernavodă
Průplav Dunaj – Černé moře je součástí transevropské vodní cesty Rýn–Mohan–Dunaj spojující sever Evropy s Černým mořem